# Erythroxylum novogranatense
Erythroxylum novogranatense, conhecida também como coca colombiana, é uma espécie de planta da flora do Colombia e Perú, pertencente ao género Erythroxylum. É, junto com Erythroxylum coca —chamada coca boliviana ou coca huánuco para diferenciá-las—, uma das duas espécies das quais a cocaína é extraída.

## História
Um estudo dos restos macrobotânicos de folhas de coca arqueológicas (Erythroxylum novogranatense var. truxillense) preservadas nos pisos de casas enterradas de forrageiras e cultivadores do Holoceno primitivo fornece evidências diretas do consumo desta planta em florestas tropicais secas e úmidas nas encostas mais baixas do Andes no noroeste do Peru. Duas datas por radiocarbono por espectrometria de massas com aceleradores (AMS) nas folhas indicam que a mastigação de coca começou por pelo menos 8.000 AP, o uso mais antigo conhecido até hoje.

## Taxonomia
Erythroxylum novogranatense foi nomeada por o botânico alemão Jorge Hieronymus e publicado em Botanische Jahrbücher für Systematik, Pflanzengeschichte und Pflanzengeographie 20(Beibl. 49): 35 em 1895.

### Sinonímia
- Erythroxylum coca var. novogranatense

### Variedades
- Erythroxylum novogranatense var. novogranatense (Morris) Hieron., 1895 - coca colombiana, java coca[4]
- Erythroxylum novogranatense var. truxillense (Rusby) Plowman, 1979 - coca trujillo